# Гонки хомяков

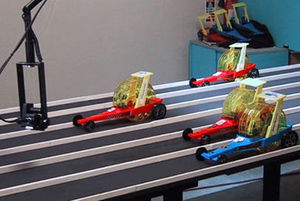
Гоночная трасса

Гонки хомяков (англ. hamster racing) ― это вид спорта, особенно популярный в Великобритании.
Его суть заключается в том, что хомяков помещают в небольшие сферы, часто стилизованные под миниатюрные гоночные автомобили, и затем пускают по прямой девятиметровой трассе. Побеждает тот хомяк, чья «машина» доберётся до финиша за наименьшее время.
Мировой рекорд по времени в этих гонках составляет 38 секунд (2001).
В Великобритании существуют букмекерские онлайн-конторы, через которые можно делать ставки на исход таких гонок.

## История

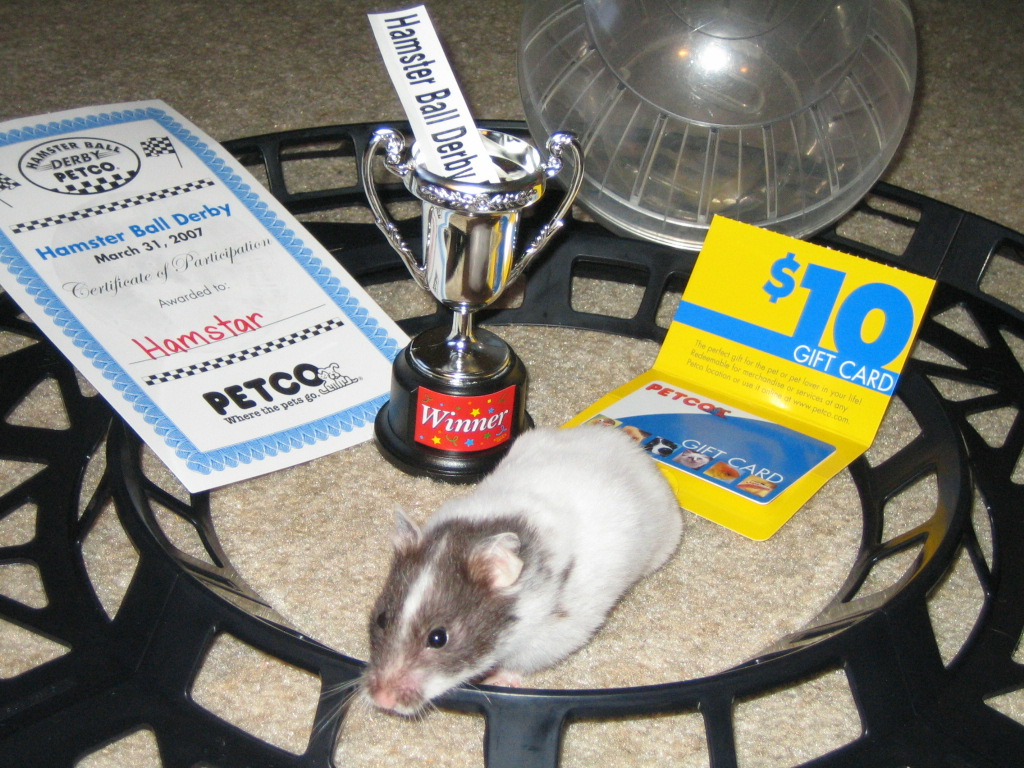
Победитель Petco Hamster Ball Derby с призами. Сан-Диего, 2007 год

В 2001 году из-за эпидемии ящура в Великобритании были отменены многие спортивные мероприятия, в том числе конные скачки. Чтобы компенсировать свои расходы, букмекерские конторы представили концепцию гонок хомяков. Первую серию гонок организовала контора Blue Square. В течение недели с начала соревнования прошла серия квалификационных заездов и финальная гонка. Это мероприятие транслировалось в прямом эфире в Интернете.
В мае 2006 года компания MTV начала продвижение мирового соревнования HamTrak '06. Первая гонка HamTrak состоялась 19 мая 2006 года на трассе Hammywood Hills Rodent Raceway. Победу одержала команда Team Hot Rodent.
В начале 2007 года об идее проведения гонок хомяков сообщила компания Petco. Мероприятие получило название «Petco Hamster Ball Derby» и стало проводиться в два раза в каждом году ― в конце марта и в начале сентября. В 2006 году в гонках приняли участие более 14 000 хомяков. В соревнованиях Petco используется нестандартная дорожка длиной 8 футов (2,4 метра). Победители получают различные призы, такие как подарочные карты, тренировочное оборудование и лакомства для хомяков.
Сейчас гонки хомяков распространились в США и в некоторых странах Азии.